# Angelo Masini
Angelo Masini (Terra del Sole, Emilia-Romagna, Italia, 28 de noviembre de 1844 - Forlì, 28 de septiembre de 1926), fue un tenor italiano. De familia modesta, descubrió su vocación por el canto desde niño. Construyó su propia voz de tenor gracias a las enseñanzas de la cantante Gilda Minguzzi. Su primer éxito llegó con Aida en Florencia en 1874. El año siguiente triunfó con el Requiem de Verdi en París, Londres y Viena. Conocido como el Tenore angelico, cantó dieciséis temporadas en Moscú y veintisiete en San Petersburgo. 
Murió en su ciudad natal el 28 de septiembre de 1926. Gracias a su generoso legado, se fundó el Liceo musicale de Forlì.
La limpieza de su voz, y su vastísimo repertorio (se habla de hasta 107 roles), hicieron de Angelo Masini uno de los mayores tenores de su época. Giuseppe Verdi dijo de él: È la voce più divina che abbia mai sentito: è proprio come un velluto ("Es la voz más divina que nunca he escuchado: como el terciopelo").